# اکو (بازیکن فوتبال)
اکو (انگلیسی: Echu؛ زادهٔ ۱۱ فوریهٔ ۱۹۹۸) بازیکن فوتبال اهل اسپانیا است.
از باشگاه‌هایی که در آن بازی کرده‌است می‌توان به باشگاه فوتبال رئال مادرید کاستیا اشاره کرد.